# Harry McNaughton
Harry McNaughton (Surbiton, 29 aprile 1896 – Amityville, 26 febbraio 1967) è stato un attore inglese di cinema e di teatro.

## Biografia
Attore teatrale, cominciò a lavorare nel cinema all'inizio degli anni venti. Prese parte a numerosi spettacoli di Broadway nel corso degli anni venti. Ritornò al cinema nel 1930, girando una mezza dozzina di pellicole. Negli anni cinquanta, apparve in televisione in alcuni episodi di serie tv. Il suo ultimo film risale al 1956, quando ebbe il suo ultimo ruolo ne Il re vagabondo di Michael Curtiz.
L'attore si spense a  Long Island nel febbraio 1967 poco prima di compiere settantun anni.

## Spettacoli teatrali
- Ziegfeld Follies of 1927 (Broadway, 16 agosto 1927-7 gennaio 1928)

## Filmografia
- Wet Gold, regia di Ralph Ince (1921)
- Tom Thumbs Down, regia di Murray Roth (1930)
- Her Hired Husband, regia di Harry Delmar (1930)
- All Stuck Up, regia di George LeMaire (1930)
- Old Bill's Christmas, regia di James Leo Meehan (1930)
- Sixteen Sweeties, regia di Harry Delmar (1930)
- The Week End Mystery, regia di Arthur Hurley (1931)
- Poor Little Rich Boy, regia di Joseph Henabery (1932)
- Il re vagabondo (The Vagabond King), regia di Michael Curtiz (1956)